# Estación de Vaugirard

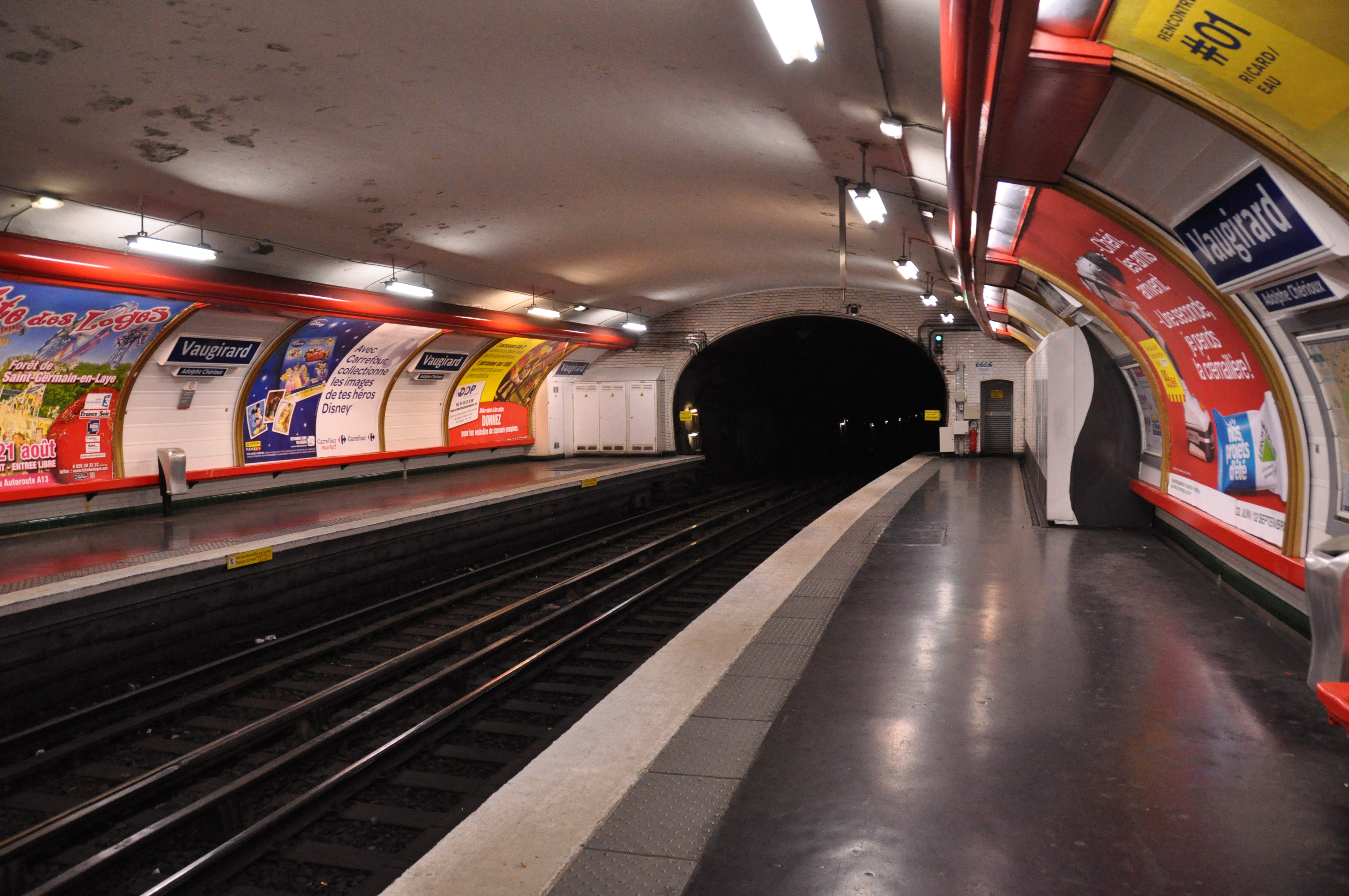
andenes de la estación

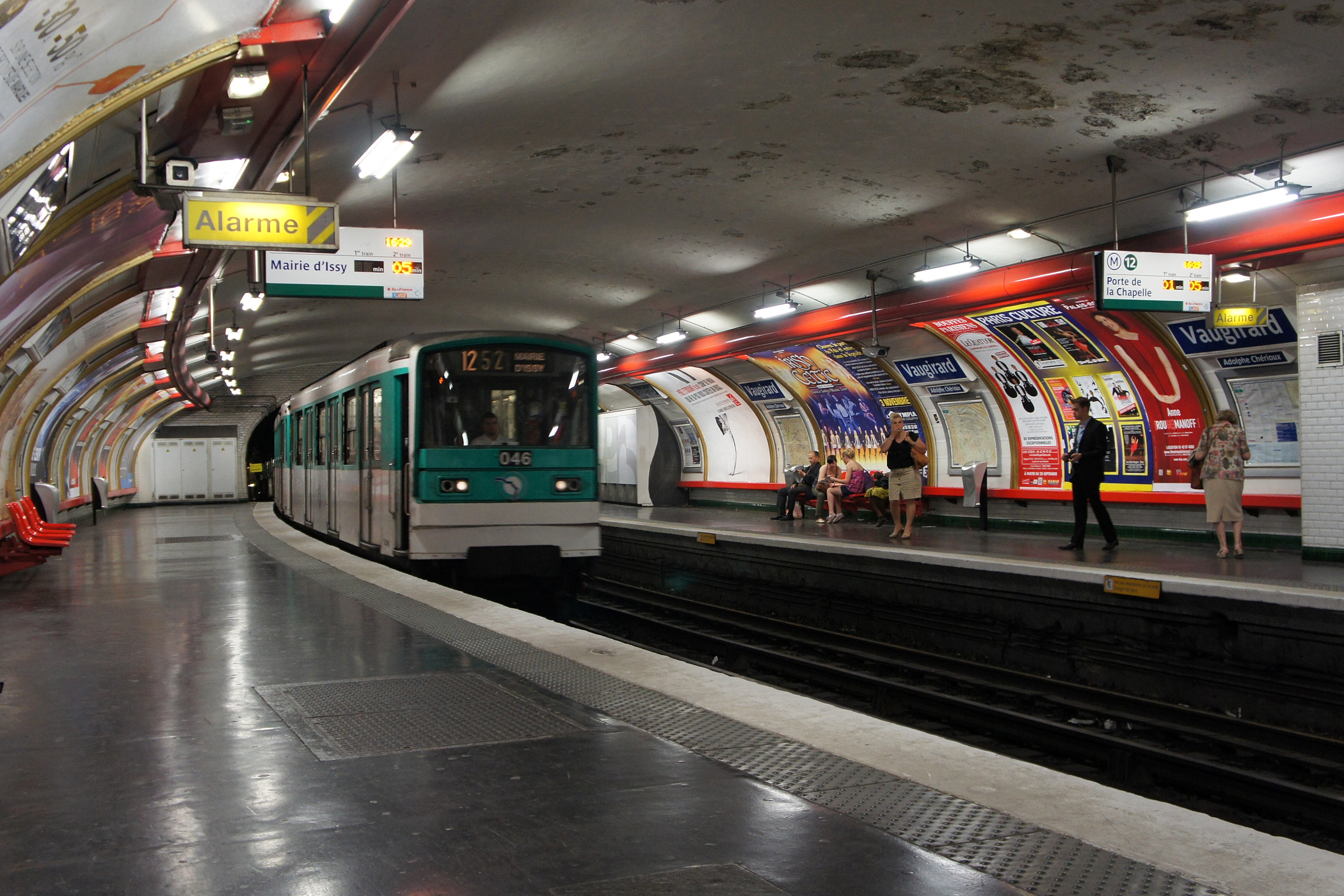
El tren MF 67 entrando.

La estación de Vaugirard, de su nombre completo: Vaugirard - Adolphe Chérioux, es una estación del metro de París situada al sur de la capital, en el XV Distrito. Forma parte de la línea 12. 

## Historia
La estación fue inaugurada el 5 de noviembre de 1910. La estación formaba parte del tramo inicial de la línea A, que luego se convertiría en la línea 12, uniendo Notre Dame de Lorette con Porte de Versailles. La estación debe su nombre a la cercana calle de Vaugirard y a Adolphe Chérioux, político francés fallecido en 1934 que dedicó gran parte de su labor pública a mejorar el distrito.

## Descripción
La estación se compone de dos andenes ligeramente curvados y de dos vías, una en cada sentido. 
En su diseño sigue un estilo utilizado en los años 50 y 60 que pretendía romper con los esquemas clásicos. Para ello se optó por cubrir o retirar los omnipresentes azulejos blancos revistiendo las estaciones usando paneles y llamativas molduras coloreadas que abarcaban todo el ancho de la pared. Enmarcados, los anuncios publicitarios o la señalización lograban destacar mucho más. Aunque este tipo de diseño fue muy apreciado en su momento, se acabó descartando porque su mantenimiento era costoso y complejo ya que cualquier actuación exigía retirar el revestimiento. Si bien muchas estaciones que lo lucían han regresado a diseños más clásicos no es el caso de Vaugirard que sigue conservando sus molduras horizontales de color rojo mientras que las verticales, usadas en los paneles publicitarios son doradas.
En la señalización la mención a Adolphe Chérioux no aparece integrada junto a Vaugirard y sí en un bloque de mucho menor tamaño situado por debajo. 
La estación alberga una tienda de ropa y un quiosco, algo inhabitual en aquellas paradas que no ofrecen conexiones con otras líneas.